# Serrat de l'Arn
El Serrat de l'Arn és una serra situada entre els municipis de Porqueres i Sant Miquel de Campmajor a la comarca del Pla de l'Estany, amb una elevació màxima de 640 metres.